# Герб Партизанів
Герб Партизанів — офіційний символ села Партизани (Кіровського району АРК), затверджений рішенням Партизанської сільської ради від 19 вересня 2008 року.

## Опис герба
У щиті срібна нитяна кроква, внизу в червоному полі — срібний меч зі золотим руків'ям, у стовп, вістрям додолу в золотий лавровий вінок; обабіч крокви у зелених полях — по золотій дубовій гілочці з трьома листочками і жолудем.